# 壘包折背龜
壘包折背龜（學名：Kinixys natalensis）是折背龜屬下的一種龜。發現於莫桑比克、南非和斯威士蘭。